# ビッグバン元素合成
ビッグバン元素合成（ビッグバンげんそごうせい、big bang nucleosynthesis）とは、現代宇宙論において、水素1以外の元素の原子核が宇宙の発展の各段階で形成されたことを表すものである。元素合成の基本原理は、ビッグバンの数分後から始まり、重水素、ヘリウム3およびヘリウム4、リチウム6およびリチウム7の形成に関与したと考えられている。さらに、これらの安定原子核の他に、三重水素、ベリリウム7、ベリリウム8等の不安定原子核、放射性原子核も形成された。不安定原子核は、崩壊するか、他の原子核と融合して安定な原子核を作るのに用いられた。

## ビッグバン元素合成の特徴
ビッグバン元素合成には2つの大きな特徴がある。
- 宇宙の拡大が開始して3分後から20分後までの間の17分間しか続かなかった。その後は宇宙の温度と密度が核融合に必要なレベル以下に下がった。ビッグバン元素合成の期間の短さは、重水素のような軽い元素が燃え尽きる前にベリリウム以上の重さの元素を形成させなかったという意味で重要である。
- 広く広がり、観測可能な宇宙全体に網羅的に存在する。

ビッグバン元素合成の効果を計算するのに必要なパラメータは、バリオンと光子の数の比である。このパラメータは、初期宇宙の温度と密度に相当し、核融合の起こる条件を決定する。またこの値から、元素の存在量を導き出すことができる。バリオンと光子の数の比は、このように元素の存在量を推定するのに重要であるが、正確な値は全体像と若干異なっている。ビッグバン理論自体に大きな誤りはないとすると、ビッグバン元素合成の結果、約75%の水素1、約25%のヘリウム4、約0.01%の水素2、10-10以下の痕跡量のリチウムとベリリウムが生成し、重元素は生成しないはずである。（若い恒星の中には、理論からは予測されない痕跡量のホウ素が観測されることがあるが、ビッグバンによって生成したものと思われる。この問題については、現在のところ解答が出ていない。）現在宇宙で観測される元素の存在量は、理論上の値と一致しており、これはビッグバン理論の強い証拠となっている。
この分野では、パーセンテージは質量を表す。つまり、25%のヘリウム4とは、ヘリウム4が全体の質量の25%を占めていることを示す。しかし、原子の数では8%にしかならない。

## ビッグバン元素合成の一連の流れ
バリオン合成が終了し、陽子や中性子が安定して存在する温度にまで下がったビッグバンから約3分後になって、ビッグバン元素合成が開始した。これらの粒子の相対的な存在量は、宇宙の平均温度が時間の経過とともに変化する熱力学的な条件に依存している。熱力学と宇宙の膨張による温度の変化から、その時点の温度での陽子と中性子の割合を計算することができる。その結果、原子核合成が始まった初期には中性子1つに対して陽子7つが存在し、その比は原子核合成終了後になっても一定であったことが分かった。
ビッグバン元素合成の特徴の1つは、そのエネルギーでの物質の振る舞いを支配する物理法則や物理定数が非常に良く理解されていることであり、そのため宇宙の初期を特徴付ける不確かさに欠ける。もう1つの特徴として、原子核合成の過程は、その前に何が起こったかには関係なく、この段階が始まった時点での条件によって決定される。
宇宙は膨張するにつれて冷えてくる。自由な中性子と陽子はヘリウム原子核よりも不安定なため、中性子と陽子からヘリウム4を作る方向に進む。しかし、ヘリウム4の形成には重水素の中間状態を経由する必要がある。原子核合成が起こり始めた時には、温度が十分高く、粒子当たりの平均エネルギーが重水素の結合エネルギーよりも高かったため、できた重水素はすぐに崩壊してしまった。そのため、ヘリウム4の形成は重水素が安定に存在できる温度（T=約0.1MeV）に下がるまで待たなければならなかった。この温度になると突然、元素の生成が爆発的に始まった。その後すぐ、ビッグバンが起こって20分後に宇宙の温度は核融合が起こる程度にまで低下した。この時点で元素の存在比は固定し、三重水素等の放射性同位体が崩壊するだけになった。

### ビッグバン元素合成理論の歴史
ビッグバン元素合成理論の歴史は、1940年代にラルフ・アルファーとジョージ・ガモフが計算を行ったことにより始まった。彼らはハンス・ベーテとともに独創性に富んだαβγ理論の論文を発表し、初期宇宙での軽元素の生成に関する理論の概略を述べた。
1970年代には、ビッグバン元素合成理論から計算されるバリオンの密度が、膨張率から計算した観測される宇宙の質量よりもかなり小さいのが大きな謎だった。この謎は、主にダークマターの存在の仮定によって解決した。

### 重元素
8つや5つの核子からなる原子核は不安定であるため、ビッグバン元素合成ではベリリウム以上の重さの元素はできなかった。恒星の中では、3分子のヘリウム4が衝突してトリプルアルファ反応で炭素を生成することにより、このボトルネックは解消する。しかし、この過程はとても遅く、恒星の中のかなりの量のヘリウムを炭素に変換するには数万年かかり、そのためビッグバン後数分の中ではほとんど貢献しなかった。

### ヘリウム4
ビッグバン元素合成理論は、宇宙の初期条件に関わりなく、初期のヘリウム4の質量存在比を25%と予測する。陽子と中性子が相互に容易に変換しうるほど宇宙の温度が高い限りは、その相対質量だけから決まる存在比は、およそ中性子1に対して陽子7だった。十分に温度が低くなると、中性子はすぐに同じ数の陽子と結合してヘリウム4を作るようになった。ヘリウム4はとても安定で崩壊もしなければ容易に融合して重い元素を作ることもない。そのため、16個の核子（12個の中性子と4個の陽子）のうち4つ（25%）が結合して、ヘリウム4を形成した。
宇宙には、恒星原子核合成から説明できるよりはるかに多くのヘリウム4が存在するため、ヘリウム4の存在度は重要な意味を持つ。さらに、これはビッグバン理論の正当性を試す重要な指標になる。もし観測されるヘリウムの存在度が25%とかなり異なれば、理論を大幅に修正する必要がある。これは特に、ヘリウム4の崩壊量が多く、初期のヘリウム4の存在度が25%よりもかなり少なかった場合等である。1990年代の数年間、観測によりこの可能性が指摘され、天体物理学者によってビッグバン元素合成の危機が囁かれたが、その後の観測によってビッグバン理論と矛盾がないことが分かった。

### 重水素
重水素は、例えばヘリウム4が安定でほとんど崩壊しないのに対し、非常に不安定で容易に崩壊する等、様々な面でヘリウム4と逆の性質を持つ。ヘリウム4が極めて安定なため、2分子の重水素が結合してヘリウム4を形成する方向に大きな力が働く。ビッグバン元素合成で宇宙の全ての重水素がヘリウム4に変われなかった唯一の理由は、全てが反応してしまう前に宇宙の膨張によって宇宙の温度が下がったことである。この結果の1つとして、ヘリウム4と異なり、重水素の存在量は初期条件に大きな影響を受ける。宇宙の密度が大きくなればなるほど、より多くの重水素がヘリウム4に変換され、残る重水素の量は少なくなるはずである。
かなりの量の重水素が生成するビッグバン後の過程は知られていない。したがって重水素の存在度の観測は、宇宙が無限に古くはないというビッグバン理論と合致した結果を示す。
1970年代に、重水素を生成する過程を探すことが試みられたことがあったが、重水素以外の放射性同位体が生成されただけだった。宇宙に重水素が集積するというのは大筋ではビッグバン理論と合致していたが、宇宙のほとんどが陽子と中性子からできているというモデルと合致するにはその値が高すぎるというのが問題だった。もし宇宙の全てが陽子と中性子からできていると仮定すると、宇宙の密度から、現在観測される重水素のほとんどはヘリウム4に変わっていたことになる。
観測される重水素と観測される宇宙の膨張速度の間のこの矛盾を解消するために、重水素を生成しうる過程の発見に大きな努力が払われた。その後、このような過程は存在せず、宇宙はバリオンだけでできているのではなく、ダークマターが宇宙の質量の大部分を占めている、という説明が広く合意されるようになった。
核融合以外で重水素が生成する過程を考えるのは非常に困難である。この過程では、重水素が生成するには十分だがヘリウム4が生成するには不十分な程度の温度があり、わずか数分後には温度が下がることが必要である。
核分裂による重水素の生成も難しい。重水素は核融合しやすく、原子核同士の衝突によって核子の吸収かアルファ粒子からの中性子の脱離が生じることが再び問題となる。1970年代に宇宙線による核破砕による重水素の生成が試みられたが、予期せぬ軽元素が生成されただけで、重水素の生成は失敗に終わった。

## ビッグバン元素合成の観測試験と立場
ビッグバン元素合成理論によって、重水素、ヘリウム3、ヘリウム4、リチウム7等の軽元素の生成について数学的に詳細に記述することが可能となった。特に、この理論はこれらの元素の存在比の正確な予測を与えた。
これらの予測を検証するために、例えば、矮小銀河などの小規模な恒星原子核合成が起こっている天体の観測や、クエーサーのように進化の最初期にいるはずの遠く離れた天体の観測によって、できるだけ忠実に元素の存在比を再構築することが必要になった。
上述したように、ビッグバン元素合成の標準理論では、全ての軽元素の存在度は、物質（バリオン）と放射（光子）の存在量比に依存する。宇宙原理のために、バリオン-光子比は一意の値に定まる。長い間、この事実は、ビッグバン元素合成理論を検証するためには、全ての観測される軽元素が1つのバリオン-光子比の値で説明できるかどうかを検証すればよいことを意味していた。
最近になって、WMAPによって宇宙マイクロ波背景放射の正確な観測が可能となり、バリオン-光子比の独立した値が算定できるようになった。この値を用いて、ビッグバン元素合成理論からの軽元素の存在度についての予測が観測値と一致していることを示せばよいことになった。
現時点でのこの問題に対する解答は、条件付の「イエス」ということになる。ヘリウム4については、理論とよく一致している。ヘリウム3と重水素についても概ね一致している。しかしリチウム7では、ビッグバン元素合成理論とWMAP、金属量の間で、2.4-4.3単位程度の矛盾が生じている。このレベルは、近代宇宙論の大きな成功を表している。ビッグバン元素合成理論は、ビッグバン1秒後から現在の宇宙までの状態を推定でき、この結果は観測と一致している。

## 非標準的なビッグバン元素合成理論
標準的なビッグバン元素合成理論のほかに、非標準的なビッグバン元素合成理論がいくつも存在する。非標準的なビッグバン元素合成理論は非標準宇宙論とは異なり、ビッグバンが起こったことは仮定するが、これが元素の存在度にどのような影響を及ぼしたかを見るために、宇宙原理の緩和や廃止等、又は巨大ニュートリノ等の新しい粒子の採用など、追加の物理過程を加えたものである。
非標準的なビッグバン元素合成理論を研究する理由はいくつかある。初めに、歴史的に最も興味を持たれたのは、ビッグバン元素合成理論と観測値の矛盾の解消である。2番目に、21世紀初頭の非標準的なビッグバン元素合成理論の研究で注目されていることは、ビッグバン元素合成理論を未知の、又は空論の物理学を制限するのに用いようとするものである。例えば、標準ビッグバン元素合成理論には仮定上の粒子は登場しない。新しい粒子を仮定して理論の中に入れようとすると、観測結果とはかなり異なった値が出ることになる。これは、安定なタウニュートリノの質量に制限を付けるのに用いられ、役にたった。

### 一般向け
- Weiss, Achim. “Big Bang Nucleosynthesis: Cooking up the first light elements”. Einstein Online. 2007年2月24日閲覧。
- White, Martin: Overview of BBN
- Wright, Ned: BBN (cosmology tutorial)
- Big Bang nucleosynthesis on arxiv.org
- Burles, Scott; Nollett, Kenneth M.; Turner, Michael S. (1999年3月19日). “Big-Bang Nucleosynthesis: Linking Inner Space and Outer Space”.   arXiv, University of Chicago. 2008年10月15日閲覧。

### 技術論文
- Burles, Scott, and Kenneth M. Nollett, Michael S. Turner (2001). “What Is The BBN Prediction for the Baryon Density and How Reliable Is It?”. Phys.Rev. D 63:  063512. doi:10.1103/PhysRevD.63.063512. arXiv:astro-ph/0008495. Report-no: FERMILAB-Pub-00-239-A
- Jedamzik, Karsten, "Non-Standard Big Bang Nucleosynthesis Scenarios". Max-Planck-Institut für Astrophysik, Garching.
- Steigman, Gary, Primordial Nucleosynthesis: Successes And Challenges arXiv:astro-ph/0511534; Forensic Cosmology: Probing Baryons and Neutrinos With BBN and the CBR arXiv:hep-ph/0309347; and Big Bang Nucleosynthesis: Probing the First 20 Minutes arXiv:astro-ph/0307244
- R. A. Alpher, H. A. Bethe, G. Gamow, The Origin of Chemical Elements, Physical Review 73 (1948), 803. The so-called αβγ paper, in which Alpher and Gamow suggested that the light elements were created by hydrogen ions capturing neutrons in the hot, dense early universe. Bethe's name was added for symmetry
- G. Gamow, The Origin of Elements and the Separation of Galaxies, Physical Review 74 (1948), 505. These two 1948 papers of Gamow laid the foundation for our present understanding of big-bang nucleosynthesis
- G. Gamow, Nature 162 (1948), 680
- R. A. Alpher, "A Neutron-Capture Theory of the Formation and Relative Abundance of the Elements," Physical Review 74 (1948), 1737
- R. A. Alpher and R. Herman, "On the Relative Abundance of the Elements," Physical Review 74 (1948), 1577. This paper contains the first estimate of the present temperature of the universe
- R. A. Alpher, R. Herman, and G. Gamow Nature 162 (1948), 774
- Java Big Bang element abundance calculator